# Romeroa
Romeroa é um género botânico pertencente à família Bignoniaceae.

## Espécie
Romeroa verticillata

## Nome e referências
Romeroa Dugand